# Kazumi Watanabe (Musiker)

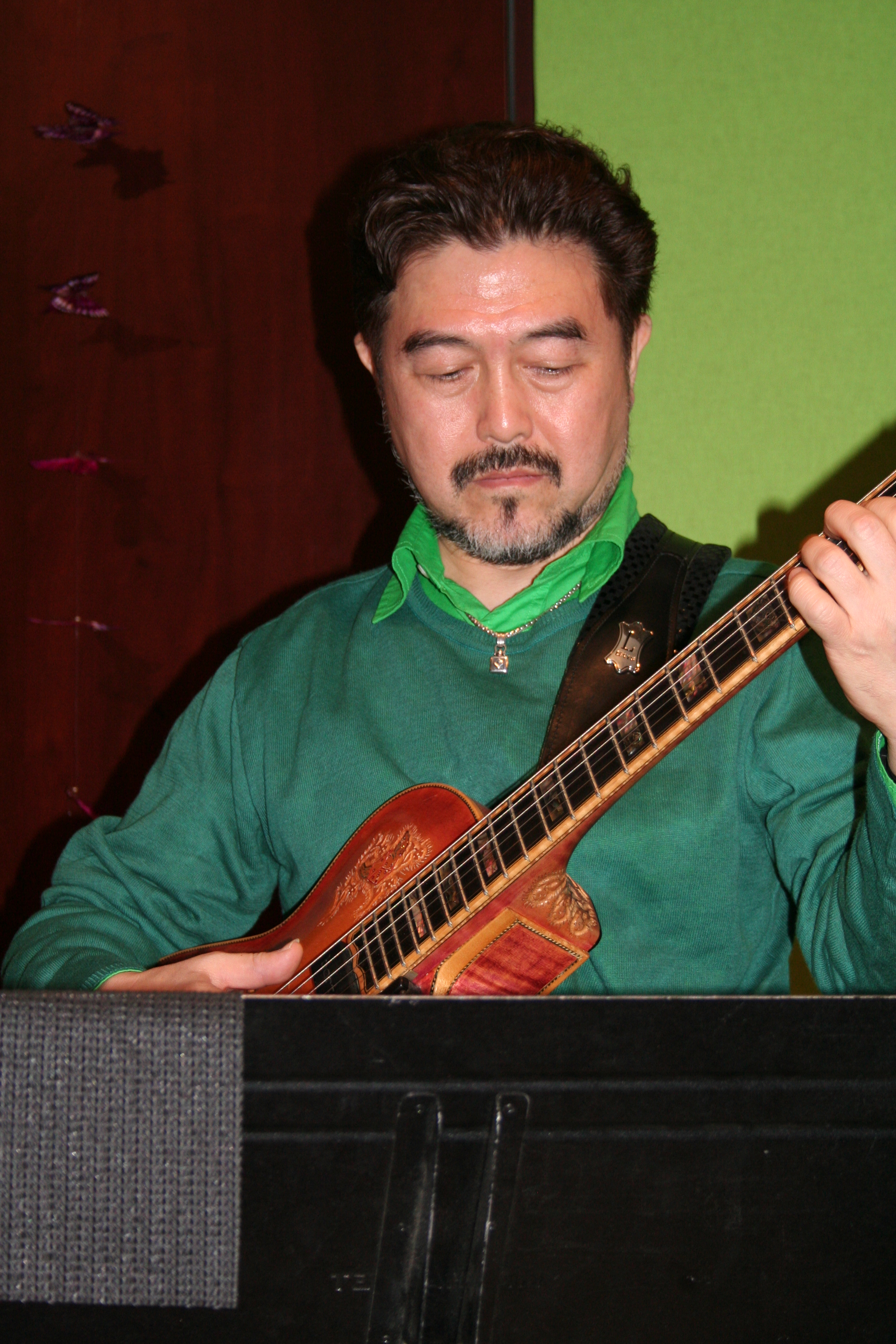
Kazumi Watanabe (2006)

Kazumi Watanabe (jap. 渡辺 香津美, Watanabe Kazumi; * 14. Oktober 1953 in Shibuya, Tokio, Japan) ist ein japanischer Jazz-Gitarrist und Bandleader. Er wurde vierundzwanzig Mal in Folge im jährlichen Poll des Swing Magazine als „bester Jazzmusiker“ gewählt.

## Leben und Wirken
Watanabe, der sich als Kind für Rockmusik begeisterte, studierte an der Yamaha Music School in Tokio und nahm 1971 sein Plattendebüt auf. Anschließend spielte er auch mit Sadao Watanabe und mit Keizo Inoue. 1979 gründete er mit Musikern wie Ryūichi Sakamoto, Akiko Yano, Yukihiro Takahashi, Yasuaki Shimizu, Toshiyuki Honda and Shuichi „Ponta“ Murakami die Band Kylyn, die in der japanischen Szene einen tiefen Eindruck hinterließ. Im Herbst des gleichen Jahres nahm er an der erfolgreichen Welttournee des Yellow Magic Orchestra teil.
1983 formierte er seine Mobo Band; anschließend arbeitete er mit Bill Bruford und Jeff Berlin zusammen und spielte die kraftvollen Alben The Spice of Life und The Spice of Life Too ein. Während der 1980er Jahre arbeitete er weiterhin mit westlichen Musikern zusammen wie Tony Levin, Mike Mainieri, Sly and Robbie, Wayne Shorter, Patrick Moraz, Marcus Miller, Richard Bona sowie Peter Erskine. Auch war er an Produktionen von Eddie Gomez, Nobuyoshi Ino, Kazutoki Umezu, Mike Mainieri, Steps Ahead, Ryūichi Sakamoto und Jamaaladeen Tacuma beteiligt.
Kazumi Watanabe hat mehr als 30 Alben unter eigenem Namen sowie einige DVDs veröffentlicht. Er spielt auf Instrumenten von Steinberger und Paul Reed Smith und „vereint technisch perfektes mit hochenergetischem Spiel und großer Kreativität.“

## Diskografie (Auswahl)
- Kylyn (1979)
- Kylyn Live (1979)
- To Chi Ka (1980, mit Kenny Kirkland, Mike Mainieri, Warren Bernhardt)
- Dogatana (1981)
- Mobo Club (1983)
- Mobo 1 (1984)
- Mobo Splash (1985), mit Michael Brecker und Dave Sanborn
- The Spice of Life (1987)
- The Spice of Life Too (1988)
- Kilowatt (1989)
- Pandora (1991)
- Oyatsu (1994)
- Tokyo Joe (1996)
- One for All (1999)
- Dear Tokyo (2001)
- Guitar Renaissance (2003)
- Mo’Bop (2003)
- Gracim (2016)

## Lexigraphische Einträge
- Wolf Kampmann (Hrsg.), unter Mitarbeit von Ekkehard Jost: Reclams Jazzlexikon. Reclam, Stuttgart 2003, ISBN 3-15-010528-5.